# Нарцис и Златоусти
Нарцис и Златоусти роман је немачко-швајцарског књижевника и нобеловца Хермана Хесеа, први пут објављен 1930, у којем се приповеда о пријатељству два младића супротстављених нарави, интелектуалном Нарцису и чулном Златоустом, чији се животни путеви у младости разилазе, не би ли се поново сусрели у старости као индивидуе остварене на различите начине. Жанровски се одређује као филозофски роман и исприповедан је у облику продужене параболе, творећи причу о појединцу у потрази са самоостварењем. Жанровска поетика филозофског романа условила је и приповедање у коме се више тежило универзалности на рачун конкретизације, док су ликови обликовани као отелотворење особина или животне филозофије. Ова форма карактеристична је и за неке друге Хесеове романе (Сидарта).
Централни мотиви и симболи романа организовани су низом живописних опозиција: природа/цивилизација, живот/смрт, чулност/аскеза, уметност/наука, душа/дух, итд. Оне су великим делом засноване на Ничеовој концепцији аполонијског и дионизијског принципа изнетих у књизи Рођење трагедије. Опозиције нису дословно супротстављене, већ су међусобно измешане чувајући амбивалентност. Супротстављеност се огледа и у концепцији главних протагониста. Нарцис, научник и теолог, читав живот проводи у манастиру, где одговорно брине о братству, читајући књиге, одричући се ужитака и понављајући свакодневне ритуале, док Златоусти, љубавник и уметник, путује по свету и ужива у чулности и мењању љубавница, сапутника и предела. Нарцисова преданост и мистицизам уздижу га изван земаљских ствари према божанској природи хришћанског Оца, док Златоустова уметност и ослобођеност произилазе из окренутости чулним сликама земаљског и служења паганској мајци, која свим стварима на земљи даје облик, не би ли их поново уништила и вратила у првобитно ништавило. Концепција прамајке универзума, осим сличности са ничеовским дионизијским принципом и паганским погледом на свет, донекле наликује и Шопенхауеровој идеји слепе воље изнетој у књизи Свет као воља и представа. Ова два принципа се остварују и на плану хронотопа у роману; од двадесет поглавља десет се одиграва у манастиру, док се десет одиграва на путовању. Својеврсни утицај на филозофску потку књиге извршиле су и теорије о архетипу Карла Густава Јунга. Нарциса и Златоустог на српски језик превео је Бранимир Живојиновић, а превод је први пут штампан 1961. Сам превод је до данас прештампаван у више од десет издања.